# Unplugged (álbum de Alicia Keys)
Unplugged é o primeiro álbum ao vivo e terceiro de carreira da cantora americana de R&B Alicia Keys. Este álbum foi gravado no programa MTV Unplugged no dia  4 de julho de 2005, no Brooklyn Academy of Music em Nova Iorque, o álbum foi lançado nos Estados Unidos no dia 11 de Outubro de 2005 pela gravadora J Records.
O álbum estrou em #1 na Billboard 200, vendendo mais de 196.000 cópias somente nos Estados Unidos e mais de 245.000 cópias no mundo todo em sua primeira semana,  tornando-se a maior estreia de um álbum gravado na MTV Unplugged, desde 1994 do MTV Unplugged Nirvana.

## Faixas
CD
1. "Intro Alicia's Prayer" (Acappella) (traditional) – 1:11
2. "Karma" (Kerry Brothers, Jr., Taneisha Smith, Alicia Keys) – 2:10
3. "Heartburn" (Keys, Tim Mosley, Walter Millsap III, Candice Nelson, Erika Rose) – 3:03
4. "A Woman's Worth" (Live) (Keys, Rose, Ernest Isley, Christopher Jasper, Ronald Isley, Rudolph Isley, Marvin Isley, O'Kelly Isley, Jr.) – 3:30
5. "Unbreakable" (Keys, Kanye West, Harold Lilly, Garry Glenn) – 4:34
6. "How Come You Don't Call Me" (Prince) – 5:23
7. "If I Was Your Woman" (Gloria Jones, Clarence McMurray, Pam Sawyer) – 4:04
8. "If I Ain't Got You" (Keys) – 4:06
9. "Every Little Bit Hurts" (Ed Cobb) – 4:01
10. "Streets of New York (City Life)" (Keys, Smith, Eric Barrier, Nasir Jones, Chris Martin, William Griffin) – 7:35
11. "Wild Horses" (com Adam Levine) (Mick Jagger, Keith Richards) – 6:04
12. "Diary" (Keys, Brothers) – 5:53
13. "You Don't Know My Name" (Keys, West, Lilly, J. R. Bailey, Mel Kent, Ken Williams) – 3:35
14. "Stolen Moments" (Keys, Brothers, L. Green, Wah-Wah Watson) – 5:14
15. "Fallin'" (Keys) – 5:10
16. "Love It or Leave It Alone" (com Mos Def and Common)/"Welcome to Jamrock" (com Damian Marley, Mos Def, Common e amigos) ("Love It or Leave It Alone": Lorenzo DeChalus, Derek Murphy, Charles Davis, Kirk Khaleel, Joseph Williams / "Welcome to Jamrock": Damian Marley, Stephen Marley, Ini Kamoze) – 6:46

### DVDbônus
Lançado dia 11 de Outubro de 2005
1. "Goodbye"
2. "Butterflyz"

### DVD
1. "Intro Alicia's Prayer" (Acappella)
2. "Karma"
3. "Heartburn"
4. "A Woman's Worth" (Live)
5. "Unbreakable"
6. "How Come You Don't Call Me"
7. "If I Was Your Woman"
8. "If I Ain't Got You"
9. "Every Little Bit Hurts"
10. "Streets of New York (City Life)"
11. "Wild Horses" (com Adam Levine)
12. "Diary"
13. "You Don't Know My Name"
14. "Stolen Moments"
15. "Fallin'"
16. "Love It or Leave It Alone" (com Mos Def e Common)/"Welcome to Jamrock" (com Damian Marley, Mos Def, Common e amigos)

Créditos de demonstração
- "A Woman's Worth" - Contém amostras de "Footsteps in the Dark" escrita por Ernest Isley, Christopher Jasper, Ronald Isley, Rudolph Isley, Marvin Isley, O'Kelly Isley, Jr. e performada por The Isley Brothers.
- Unbreakable" - Contém amostras de "Intimate Friends" escrita por Garry Glenn e performada por Eddie Kendricks.
- "If I Was Your Woman" - È um cover de "If I Were Your Woman" escrita por Gloria Jones, Clarence McMurray, Pam Sawyer e performada por Gladys Knight & the Pips.
- "Streets of New York (City Life)" - Contém amostras de N.Y. State of Mind" escrita por Eric Barrier, Nasir Jones, Chris Martin, William Griffin e performada por Nas.
- "You Don't Know My Name" - Contém amostras e interpolações de "Let Me Prove My Love to You" escrita por J. R. Bailey, Mel Kent, Ken Williams e performada por The Main Ingredient.
- "Love It or Leave It Alone" - Contém amostras e interpolações de "Love Me or Leave Me Alone" escrita por Lorenzo DeChalus, Derek Murphy, Charles Davis e performada por Brand Nubian, também contém amostras de "Latoya" escrita por Khaleel, Joseph Williams e performada por Just-Ice.

## Desempenho
| Tabelas musicais (2005) | Melhor posição |
| ----------------------- | -------------- |
| Australian Albums Chart | 33             |
| Austrian Albums Chart   | 22             |
| Belgian Albums Chart    | 14             |
| Belgian Albums Chart    | 12             |
| Canadian Albums Chart   | 8              |
| Dutch Albums Chart      | 2              |
| European Top 100 Albums | 17             |
| Finnish Albums Chart    | 35             |
| French Albums Chart     | 20             |
| German Albums Chart     | 25             |
| Irish Albums Chart      | 49             |

| Tabelas musicais (2005)               | Melhor posição |
| ------------------------------------- | -------------- |
| Italian Albums Chart                  | 21             |
| Japanese Albums Chart                 | 20             |
| New Zealand Albums Chart              | 28             |
| Polish Albums Chart                   | 26             |
| Portuguese Albums Chart               | 16             |
| Swiss Albums Chart                    | 7              |
| UK Albums Chart                       | 52             |
| U.S. Billboard 200                    | 1              |
| U.S. Billboard Top R&B/Hip-Hop Albums | 1              |
| U.S. Billboard Top Internet Albums    | 1              |

| Ano  | Tabelas musicais                      | Posição |
| ---- | ------------------------------------- | ------- |
| 2005 | U.S. Billboard 200                    | 163     |
| 2005 | U.S. Billboard Top R&B/Hip-Hop Albums | 57      |

| País           | Certificadora | Certificação | Vendas    |
| -------------- | ------------- | ------------ | --------- |
| Canadá         | Music Canada  | Ouro         | 50,000    |
| Holanda        | NVPI          | Ouro         | 30,000    |
| Estados Unidos | RIAA          | Platina      | 1,000,000 |

## Histórico do lançamento
| País           | Data                  | Gravadora |
| -------------- | --------------------- | --------- |
| Alemanha       | 7 de Outubro de 2005  | J Records |
| Reino Unido    | 10 de Outubro de 2005 | J Records |
| França         | 10 de Outubro de 2005 | J Records |
| Estados Unidos | 11 de Outubro de 2005 | J Records |
| Canadá         | 11 de Outubro de 2005 | Sony      |
| Austrália      | 17 de Outubro de 2005 | Sony BMG  |
| Japão          | 26 de Outubro de 2005 | BMG       |